# Gu-Win
Gu-Win est une municipalité américaine située dans le comté de Marion en Alabama. Selon le recensement de 2010, sa population est de 176 habitants. La municipalité s'étend sur 1,94 milles carrés (5,02 km2). Une petite partie de son territoire, inhabitée, s'étend sur 0,07 milles carrés (0,18 km2) du comté voisin de Fayette.
Autrefois appelée Ear Gap, la localité devient une municipalité en 1956. Son nom est la contraction des villes voisines de Guin et Winfield et provient du cinéma local, le Gu-Win Drive-In.

## Démographie
| 1960 | 1970 | 1980 | 1990 | 2000 | 2010 | - | - |
| ---- | ---- | ---- | ---- | ---- | ---- | - | - |
| 80   | 231  | 266  | 243  | 204  | 176  | - | - |